# Nandraž
Nandraž (hongrois : Nandrás) est un village de Slovaquie situé dans la région de Banská Bystrica.

## Histoire
La première mention écrite du village date de 1318.

## Démographie

### Évolution de la population
| Année:               | 1994. | 2004.    | 2014.   | 2024.    |
| -------------------- | ----- | -------- | ------- | -------- |
| Nombre de personnes: | 214   | 268      | 294     | 249      |
| Différence:          |       | +25,23 % | +9,70 % | -15,30 % |

| Année:               | 2023. | 2024.   |
| -------------------- | ----- | ------- |
| Nombre de personnes: | 253   | 249     |
| Différence:          |       | -1,58 % |